# Como Calcio 2001-2002
Questa voce raccoglie le informazioni riguardanti il Como Calcio nelle competizioni ufficiali della stagione 2001-2002.

## Stagione
Nella stagione 2001-2002 il Como di Enrico Preziosi disputa il trentaduesimo campionato di Serie B della sua storia, ottiene il primo posto con 74 punti e la promozione in Serie A, dopo tredici anni e con due promozioni consecutive ritorna così nella massima serie. La squadra lariana ancora affidata al Loris Dominissini disputa un campionato molto regolare, si prende 38 punti nel girone di andata e 36 nel girone di ritorno. Ha trovato un prezioso bomber in Luis Oliveira che con 23 reti si è anche laureato capocannoniere del torneo cadetto, oltre a segnare anche 4 reti nella Coppa Italia, finalizzando al meglio il gioco espresso dai compagni. Il Como ha fatto bene anche nella Coppa Italia, dove ha vinto il girone 2 di qualificazione, superando Venezia, Cosenza ed Ascoli, nel secondo turno ha eliminato nel doppio confronto la Fiorentina, poi negli ottavi di finale ha ceduto al Brescia, ma solo dopo i calci di rigore (6-3).

## Divise e sponsor
Lo sponsor tecnico per la stagione 2001-2002 fu Erreà, mentre lo sponsor ufficiale fu Magiste.
| Casa | Trasferta |

## Organigramma societario
Area direttiva
- Presidente: Enrico Preziosi
- Direttore generale: Francesco Pallone
- Direttore sportivo: Carmine Gentile
- Team Manager: Ambrogio Panzeri
- Segretaria: Tessa Marzorati

Area tecnica
- Allenatore: Loris Dominissini
- Allenatore in seconda e preparatore dei portieri: Ottavio Strano
- Allenatore Primavera: Roberto Galia
- Preparatori atletici: Luciano Bolognini e Fabio Martinelli

Area sanitaria
- Medici sociali: Ezio Giani, Paolo Mascetti e Giuseppe Paragò
- Massaggiatori: Cristian Bianchi e Tino Contardi

## Rosa
| N. |                    | Ruolo | Calciatore                 |
| -- | ------------------ | ----- | -------------------------- |
| 1  | Italia (bandiera)  | P     | Gianluca Spinelli          |
| 12 | Nigeria (bandiera) | P     | Stefano Olubunmi Layeni    |
| 34 | Italia (bandiera)  | P     | Alex Brunner               |
| 2  | Italia (bandiera)  | D     | Daniele Gregori            |
| 3  | Italia (bandiera)  | D     | Christian Terni            |
| 4  | Italia (bandiera)  | D     | Francesco Bega             |
| 5  | Italia (bandiera)  | D     | Oscar Arnaldo Brevi        |
| 6  | Italia (bandiera)  | D     | Cristian Stellini          |
| 13 | Italia (bandiera)  | D     | Luca Del Chiaro            |
| 17 | Italia (bandiera)  | D     | Alfredo Femiano            |
| 18 | Italia (bandiera)  | D     | Corrado Ferracuti          |
| 23 | Italia (bandiera)  | D     | Vincenzo Pandullo          |
| 33 | Italia (bandiera)  | D     | Cristiano Pavone           |
| 36 | Italia (bandiera)  | D     | Mario Manzo                |
| 40 | Italia (bandiera)  | D     | Andrea Corti               |
| 41 | Italia (bandiera)  | D     | Roberto Ronchetti          |
| 7  | Italia (bandiera)  | C     | Nicola Zanini              |
| 10 | Italia (bandiera)  | C     | Davide Olivares            |
| 15 | Italia (bandiera)  | C     | Riccardo Gianni Allegretti |

| N. |                                 | Ruolo | Calciatore                   |
| -- | ------------------------------- | ----- | ---------------------------- |
| 19 | Bosnia ed Erzegovina (bandiera) | C     | Vedin Musić                  |
| 20 | Italia (bandiera)               | C     | Fabio Gallo                  |
| 22 | Italia (bandiera)               | C     | Andrea Ardito                |
| 25 | Italia (bandiera)               | C     | Massimo Lombardini           |
| 26 | Italia (bandiera)               | C     | Francesco Pedone             |
| 27 | Jugoslavia (bandiera)           | C     | Ljubiša Dunđerski            |
| 29 | Italia (bandiera)               | C     | Nicola Corrent               |
| 42 | Italia (bandiera)               | C     | Daniele Guzzetti             |
| 8  | Italia (bandiera)               | A     | Salvatore Fresta             |
| 9  | Italia (bandiera)               | A     | Carlo Taldo                  |
| 11 | Italia (bandiera)               | A     | Roberto Colacone             |
| 18 | Nigeria (bandiera)              | A     | Stephen Ayodele Makinwa      |
| 20 | Italia (bandiera)               | A     | Massimiliano Memmo           |
| 21 | Brasile (bandiera)              | A     | Luís Carlos Bertolo Oliveira |
| 28 | Italia (bandiera)               | A     | Marco Nappi                  |
| 32 | Italia (bandiera)               | A     | Stefano Panzeri              |
| 43 | Italia (bandiera)               | A     | Cataldo Graziano             |
| 44 | Italia (bandiera)               | A     | Danilo Collu                 |
| 45 | Italia (bandiera)               | A     | Simone Bridarolli            |

## Risultati

### Serie B

#### Girone di andata
| Arbitro: | Rizzoli (Bologna) |

|              |           |           |
| Oliveira 83’ | Marcatori | 90’ Sarli |

| Arbitro: | Pieri (Genova) |

|                                   |           |            |
| Dionigi 45’, 50’ Savoldi 55’, 77’ | Marcatori | 63’ Zanini |

| Arbitro: | Palmieri (Cosenza) |

|                    |           |            |
| Carparelli 2’, 54’ | Marcatori | 20’ Zanini |

| Arbitro: | Rizzoli (Bologna) |

|              |           |  |
| Oliveira 29’ | Marcatori |  |

| Arbitro: | Morganti (Ascoli Piceno) |

|            |           |                                        |
| Mendil 79’ | Marcatori | 49’ Terni 68’ Zanini 72’, 80’ Oliveira |

| Arbitro: | Pieri (Genova) |

|             |           |  |
| Corrent 43’ | Marcatori |  |

| Arbitro: | Pellegrino (Barcellona Pozzo di Gotto) |

|                                     |           |  |
| Rabito 3’, 53’ Milanetto 30’ (rig.) | Marcatori |  |

| Arbitro: | Bertini (Arezzo) |

|                        |           |  |
| Pedone 3’ Colacone 88’ | Marcatori |  |

| Arbitro: | Paparesta (Bari) |

|  |           |              |
|  | Marcatori | 54’ Oliveira |

| Arbitro: | Dattilo (Locri) |

|                   |           |               |
| Oliveira 49’, 89’ | Marcatori | 12’ Buonocore |

| Arbitro: | Dondarini (Finale Emilia) |

|              |           |  |
| Oliveira 47’ | Marcatori |  |

| Arbitro: | Cruciani (Pesaro) |

|  |           |           |
|  | Marcatori | 60’ Taldo |

| Arbitro: | Nucini (Bergamo) |

|                                        |           |  |
| Oliveira 5’ (rig.) Taldo 38’ Musić 90’ | Marcatori |  |

| Arbitro: | Messina (Bergamo) |

|              |           |              |
| Palmieri 37’ | Marcatori | 28’ Oliveira |

| Arbitro: | Pieri (Genova) |

|              |           |  |
| Colacone 63’ | Marcatori |  |

| Arbitro: | Tombolini (Ancona) |

|  |           |              |
|  | Marcatori | 56’ Oliveira |

| Arbitro: | Saccani (Mantova) |

|                                     |           |            |
| Oliveira 12’ Stellini 52’ Taldo 65’ | Marcatori | 34’ Flachi |

| Arbitro: | Dattilo (Locri) |

|                           |           |              |
| Ghirardello 6’ Scarpa 55’ | Marcatori | 86’ Oliveira |

| Arbitro: | Collina (Viareggio) |

|  |           |                        |
|  | Marcatori | 7’ Magoni 53’ Stellone |

#### Girone di ritorno
| Arbitro: | Morganti (Ascoli Piceno) |

|            |           |              |
| Sculli 35’ | Marcatori | 69’ Colacone |

| Arbitro: | Braschi (Prato) |

|              |           |                  |
| Oliveira 28’ | Marcatori | 22’, 68’ Dionigi |

| Arbitro: | Cassarà (Palermo) |

|                |           |             |
| Taldo 23’, 63’ | Marcatori | 43’ Stroppa |

| Arbitro: | Pellegrino (Barcellona Pozzo di Gotto) |

|               |           |                       |
| Vignaroli 33’ | Marcatori | 50’ Pedone 63’ Zanini |

| Arbitro: | Cassarà (Palermo) |

|                        |           |  |
| Musić 49’ Oliveira 56’ | Marcatori |  |

| Arbitro: | Treossi (Forlì) |

|              |           |           |
| M. Vieri 48’ | Marcatori | 60’ Taldo |

| Arbitro: | Tombolini (Ancona) |

|           |           |  |
| Taldo 72’ | Marcatori |  |

| Terni 8 marzo 2002 27ª giornata | Ternana          | 0 – 0 | Como | Stadio Libero Liberati\| Arbitro: \| Paparesta (Bari) \| |
| Arbitro:                        | Paparesta (Bari) |       |      |                                                          |

| Arbitro: | Rodomonti (Teramo) |

|  |           |             |
|  | Marcatori | 53’ Passoni |

| Arbitro: | De Santis (Tivoli) |

|                   |           |                |
| Godeas 48’ (rig.) | Marcatori | 83’ Allegretti |

| Arbitro: | Racalbuto (Gallarate) |

|               |           |                           |
| Margiotta 19’ | Marcatori | 41’ Oliveira 77’ Colacone |

| Arbitro: | Castellani (Verona) |

|                         |           |                      |
| Pedone 23’ Oliveira 64’ | Marcatori | 41’ Akassou 89’ Zini |

| Palermo 21 aprile 2002 32ª giornata | Palermo         | 0 – 0 | Como | Stadio La Favorita\| Arbitro: \| Dattilo (Locri) \| |
| Arbitro:                            | Dattilo (Locri) |       |      |                                                     |

| Arbitro: | Trefoloni (Siena) |

|                   |           |  |
| Oliveira 15’, 56’ | Marcatori |  |

| Arbitro: | Braschi (Prato) |

|  |           |              |
|  | Marcatori | 43’ Oliveira |

| Arbitro: | Trefoloni (Siena) |

|                             |           |  |
| Allegretti 10’ Oliveira 51’ | Marcatori |  |

| Arbitro: | Rosetti (Torino) |

|                        |           |           |
| Flachi 59’ Bernini 86’ | Marcatori | 90’ Nappi |

| Arbitro: | Rossi (Ciampino) |

|                                  |           |                          |
| Taldo 36’, 88’ Oliveira 73’, 84’ | Marcatori | 34’, 53’ Pizzi 66’ Baicu |

| Arbitro: | Cruciani (Pesaro) |

|              |           |                          |
| Montezine 1’ | Marcatori | 18’ Allegretti 23’ Taldo |

### Coppa Italia

#### Fase a gironi - girone 2
| Arbitro: | Cruciani (Pesaro) |

|  |           |                                    |
|  | Marcatori | 13’ Taldo 34’ Oliveira 90’ Femiano |

| Arbitro: | Pieri (Genova) |

|           |           |  |
| Taldo 45’ | Marcatori |  |

| Arbitro: | Borriello (Mantova) |

|              |           |             |
| Oliveira 22’ | Marcatori | 25’ Bazzani |

#### Fase a eliminazione diretta
| Arbitro: | Preschern (Venezia) |

|                         |           |  |
| Oliveira 28’ Pedone 61’ | Marcatori |  |

| Arbitro: | Rossi (Ciampino) |

|  |           |                        |
|  | Marcatori | 43’ Oliveira 78’ Taldo |

| Arbitro: | Racalbuto (Gallarate) |

|           |           |  |
| Taldo 22’ | Marcatori |  |

| Arbitro: | Nucini (Bergamo) |

|                                                   |                      |                                  |
| Tare 6’                                           | Marcatori            |                                  |
| A. Filippini Calori E. Filippini Koźmiński Yllana | Tiri di rigore 5 – 3 | Fresta Colacone Corrent O. Brevi |

## Statistiche

### Statistiche di squadra
| Competizione | Punti | In casa | In casa | In casa | In casa | In casa | In casa | In trasferta | In trasferta | In trasferta | In trasferta | In trasferta | In trasferta | Totale | Totale | Totale | Totale | Totale | Totale | DR  |
| Competizione | Punti | G       | V       | N       | P       | Gf      | Gs      | G            | V            | N            | P            | Gf           | Gs           | G      | V      | N      | P      | Gf     | Gs     | DR  |
| ------------ | ----- | ------- | ------- | ------- | ------- | ------- | ------- | ------------ | ------------ | ------------ | ------------ | ------------ | ------------ | ------ | ------ | ------ | ------ | ------ | ------ | --- |
| Serie B      | 74    | 19      | 14      | 2       | 3       | 31      | 14      | 19           | 8            | 6            | 5            | 22           | 21           | 38     | 22     | 8      | 8      | 53     | 35     | +18 |
| Coppa Italia |       | 4       | 3       | 1       | 0       | 5       | 1       | 3            | 2            | 0            | 1            | 5            | 1            | 7      | 5      | 1      | 1      | 10     | 2      | +8  |
| Totale       |       | 23      | 17      | 3       | 3       | 36      | 15      | 22           | 10           | 6            | 6            | 27           | 22           | 45     | 27     | 9      | 9      | 63     | 37     | +26 |

### Statistiche dei giocatori
| Giocatore     | Serie B  | Serie B | Coppa Italia | Coppa Italia | Totale   | Totale |
| Giocatore     | Presenze | Reti    | Presenze     | Reti         | Presenze | Reti   |
| ------------- | -------- | ------- | ------------ | ------------ | -------- | ------ |
| R. Allegretti | 28       | 3       | 4            | 0            | 32       | 3      |
| A. Ardito     | 22       | 0       | 6            | 0            | 28       | 0      |
| F. Bega       | 23       | 0       | 6            | 0            | 29       | 0      |
| O. Brevi (I)  | 35       | 0       | 6            | 0            | 41       | 0      |
| A. Brunner    | 37       | -35     | 7            | -2           | 44       | -37    |
| R. Colacone   | 27       | 4       | 5            | 0            | 32       | 4      |
| N. Corrent    | 26       | 1       | 3            | 0            | 29       | 1      |
| L. Del Chiaro | 2        | 0       | 1            | 0            | 3        | 0      |
| L. Dunđerski  | 20       | 0       | 6            | 0            | 26       | 0      |
| A. Femiano    | 16       | 0       | 5            | 1            | 21       | 1      |
| C. Ferracuti  | -        | -       | 1            | 0            | 1        | 0      |
| S. Fresta     | 2        | 0       | 4            | 0            | 6        | 0      |
| F. Gallo      | 18       | 0       | -            | -            | 18       | 0      |
| D. Gregori    | 33       | 0       | 4            | 0            | 37       | 0      |
| M. Manzo      | 1        | 0       | -            | -            | 1        | 0      |
| V. Musić      | 33       | 2       | 4            | 0            | 37       | 2      |
| M. Nappi      | 7        | 1       | -            | -            | 7        | 1      |
| L. Oliveira   | 38       | 23      | 7            | 4            | 45       | 27     |
| C. Pavone     | 4        | 0       | -            | -            | 4        | 0      |
| F. Pedone     | 33       | 3       | 5            | 1            | 38       | 4      |
| G. Spinelli   | 1        | 0       | -            | -            | 1        | 0      |
| C. Stellini   | 37       | 1       | 6            | 0            | 43       | 1      |
| C. Taldo      | 36       | 10      | 7            | 4            | 43       | 14     |
| C. Terni      | 31       | 1       | 6            | 0            | 37       | 1      |
| C. Zanini     | 19       | 4       | 4            | 0            | 23       | 4      |